# Horst Waclawiak
Horst Waclawiak (* 1. Januar 1938) ist ein ehemaliger deutscher Fußballspieler.

## Karriere
Waclawiak begann seine Karriere 1957 beim BFC Alemannia 90, wo er bereits als 18-Jähriger zum Stammpersonal gehörte und 19 von 22 Spielen (vier Tore) bestritt. Aber auch er konnte den Abstieg aus der Oberliga nicht verhindern. Nachdem der direkte Wiederaufstieg verfehlt wurde, wechselte Waclawiak zum Ortsrivalen Wacker 04. Dort erkämpfte er sich einen Stammplatz und beendete dreimal in Folge die Saison auf einem sicheren Mittelfeldplatz.
1962 wurde Hertha BSC auf ihn aufmerksam und verpflichtete Waclawiak. Bei der Alten Dame wurde er auf Anhieb Stammspieler und bestritt 25 von 27 Partien in der Oberliga Berlin, welche als Meister abgeschlossen wurde. In der dadurch erreichten Endrunde um die deutsche Meisterschaft 1963 bestritt Waclawiak alle sechs Vorrundenspiele und erzielte einen Treffer beim 3:6 gegen den 1. FC Köln. Da auch die anderen Spiele nicht wesentlich besser verliefen und lediglich gegen den 1. FC Kaiserslautern gepunktet werden konnte, schied Hertha bereits in der Vorrunde aus.
In der neugegründeten Bundesliga schafften die Blau-Weißen 1963/64 mühsam den Klassenerhalt. Allerdings hatte Waclawiak seinen Stammplatz verloren und spielte lediglich zehnmal, wobei er vier Tore erzielte. In der darauffolgenden Saison kam er dann gar nicht mehr zum Einsatz. Während sportlich erneut knapp der Klassenerhalt gefeiert werden durfte, wurde Hertha am Grünen Tisch wegen überhöht gezahlter Handgelder zum Zwangsabstieg verurteilt.
In der Regionalliga hatte Waclawiak zunächst einen Stammplatz im Angriff sicher. Nach der einzigen Saisonniederlage beim Spandauer SV verlor er diesen aber erneut und wurde nur noch einmal im Mittelfeld eingesetzt. In der anschließenden Aufstiegsrunde zur Bundesliga scheiterten die Berliner unter anderem an Fortuna Düsseldorf und FK Pirmasens. Waclawiak partizipierte lediglich beim 3:2-Erfolg über Düsseldorf.
Auch 1966/67 dominierte Hertha die Regionalliga. Scheiterte aber erneut ziemlich kläglich in der Aufstiegsrunde. Waclawiak hatte da schon längst keine Rolle mehr gespielt und wechselte zum Berliner SV 92, ebenfalls Regionalliga Berlin, bei dem er immerhin an 22 von 30 Spielen teilnahm und am Saisonende den souveränen Klassenerhalt feiern durfte. Anschließend beendete er seine aktive Karriere.

## Erfolge
Berliner Meister: 1963, 1966, 1967